# The Steel Tsar
The Steel Tsar (letteralmente "Lo zar d'acciaio") è un romanzo di fantascienza di Michael Moorcock, pubblicato per la prima volta nel 1981 da Granada. Essendo un sequel di Warlord of the Air (1971) e The Land Leviathan (1974), è l'ultima parte della trilogia di A Nomad of the Time Streams (lett. "Un nomade dei flussi del tempo") di Moorcock riguardante le avventure del capitano Oswald Bastable e che è stato visto come un primo esempio di narrativa steampunk.
La stessa immagine di copertina è stata utilizzata per la ristampa del 1987 dell'album di Judas Priest Rocka Rolla e del videogioco Ballistix del 1989.